# Handgelenksganglion

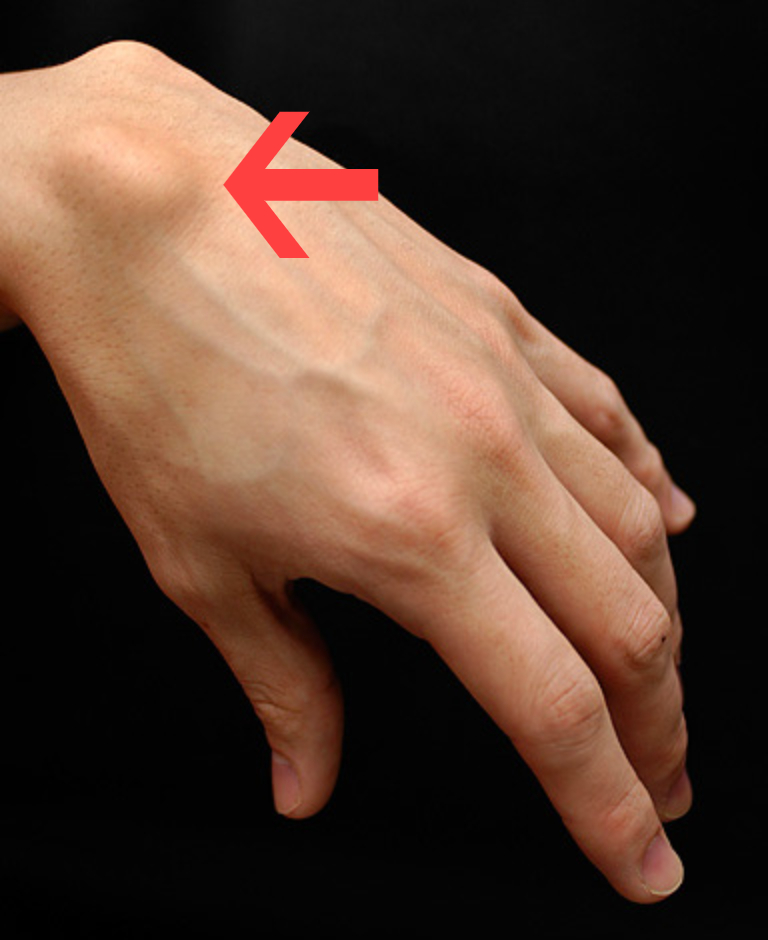
Handgelenksganglion

Ein Handgelenksganglion ist eine flüssigkeitsgefüllte Ausstülpung der bindegewebigen Hülle des Handgelenks. Die Flüssigkeit entweicht aus dem Gelenk über einen sogenannten Stiel und sammelt sich in einer Gewebehöhle. Umgangssprachlich wird ein Ganglion auch als „Überbein“ bezeichnet. „Überbein“ bedeutet auf Germanisch „darüberliegender Knochen“ und verleitet zu einer Verwechslung mit knöchernen Anbauten am Handrücken (Carpal bossing). Der medizinische Fachbegriff Ganglion beschreibt „einen von einer Membran umgebenen abgekapselten Tumor in der Nähe von Sehnen oder Aponeurosen“ und wurde durch Heras, ein gelehrter Arzt aus Kappadokien, um Christi Geburt gebräuchlich.

## Histologie
Ein Handgelenksganglion ist gefüllt mit einer durchsichtigen, gelartigen, weiß-gelblichen Flüssigkeit. Die Flüssigkeit ist Gelenkschmiere (Synovia) sehr ähnlich. Ein Ganglion unterscheidet sich von einer Zyste hinsichtlich des feingeweblichen Aufbaus und des Wassergehalts. Die Hülle von Ganglien besteht aus einer dünnen, glatten Kollagenschicht, die vereinzelte Fibroblasten enthält. Die Außenwand von Zysten hingegen besteht aus einer Zellschicht (Typ-A und Typ-B-Synovialzellen). Zysten am Kniegelenk (Baker-Zyste) weisen häufig eine solche Zellauskleidung auf. Es wird auch angenommen, dass es fließende Übergänge gibt zwischen Ganglien und Zysten. Ein Hinweis hierfür ist, dass der Stiel von Ganglien eine Zellschicht aufweist.

## Epidemiologie
Das Handgelenksganglion ist bei weitem die häufigste gutartige Schwellung (Tumor) des Handgelenkes. Meist sind Frauen mit hyperlaxem Bandapparat zwischen dem zwanzigsten und vierzigsten Lebensjahr betroffen. Untersuchungen gehen davon aus, dass das Neuauftreten (Inzidenz) von Handgelenksganglien in der Allgemeinbevölkerung 0,01 bis 0,08 Prozent beträgt. Die Verbreitung (Prävalenz) von Handgelenksganglien wird grob auf 0,14 Prozent geschätzt. Da ein Handgelenksganglion nicht immer Beschwerden verursacht, ist davon auszugehen, dass es häufiger vorkommt, als durch Studien belegt.

## Ursachen
Die Ursache (Ätiologie) von Handgelenksganglien ist noch ungeklärt. Feststeht, dass eine erhöhte Flüssigkeitsproduktion vorliegt, welche an einer Schwachstelle zu einer Ausstülpung der Handgelenkskapsel führt. Es wurden viele Vermutungen zu den möglichen Ursachen von Handgelenksganglien aufgestellt. Zu den gängigen Theorien gehören Verletzungen und eine angeborene Überbeweglichkeit (Hyperlaxizität) der Gelenke. Wissenschaftlichen Gütekriterien (Bradford-Hill-Kriterien) eines ursächlichen Zusammenhangs konnten die bisherigen Theorien nicht standhalten. Eine Untersuchung zu den möglichen Risikofaktoren in der arbeitenden US-amerikanischen Bevölkerung zeigt, dass bei nur sechs Prozent der Patienten mit Handgelenksganglien ein beruflicher Zusammenhang erörtert wurde. In einer Nachuntersuchung von 125 Patienten mit Handgelenksganglion konnten sich nur 11 % an eine Handgelenksverletzung erinnern. Weder berufliche noch freizeitliche Belastung, Verletzungen oder Begleiterkrankungen können die Entstehung von Überbeinen erklären.

## Auftreten

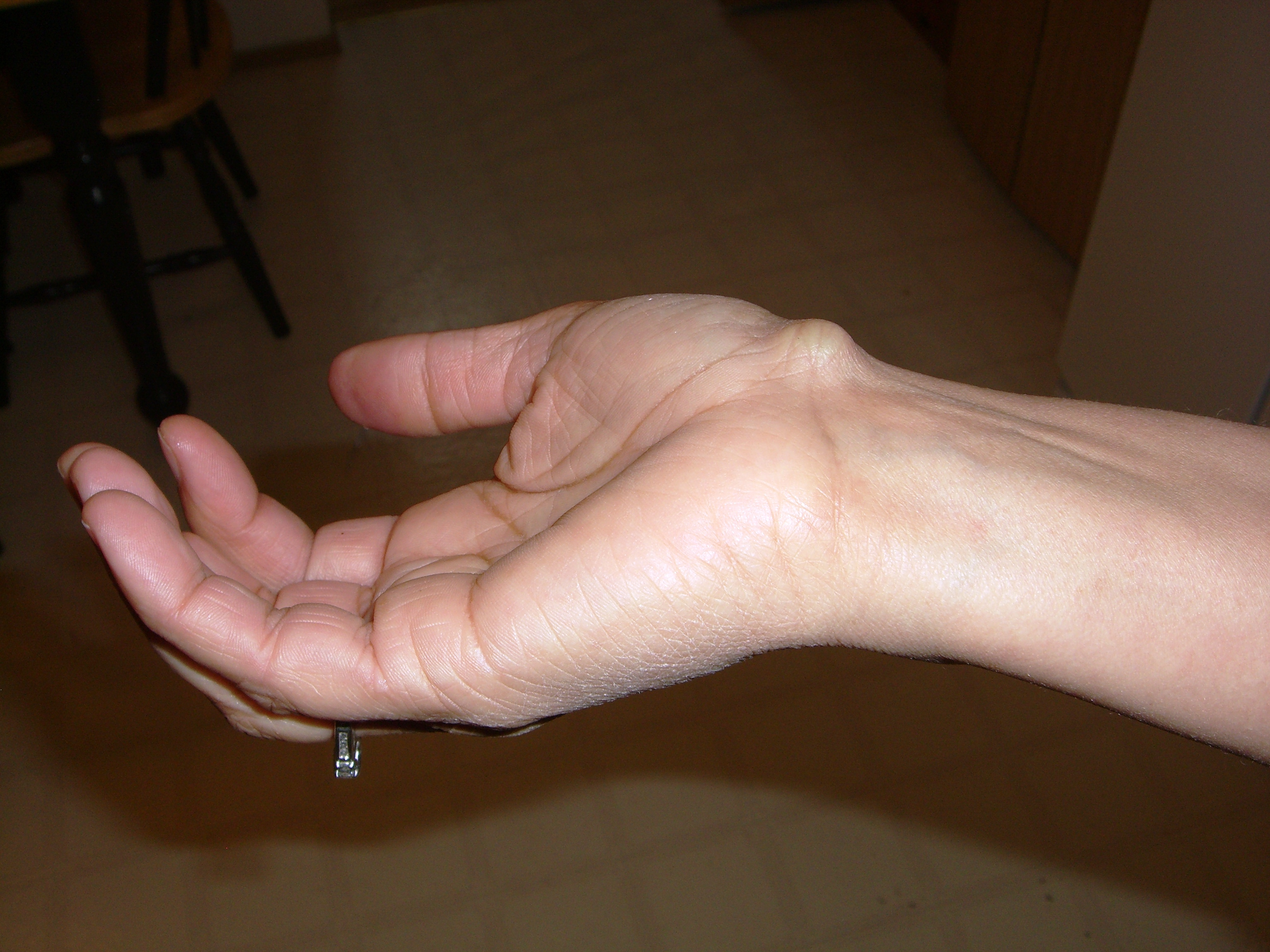
Handgelenksganglion in der Handbeuge

Am Handgelenk treten Ganglien am häufigsten am streckseitigen Handgelenk auf (in 60 bis 70 % der Fälle). Am zweithäufigsten finden sich Handgelenksganglien beugeseitig entlang der speicherseitigen Handgelenksbeugesehnenscheide des Musculus flexor carpi radialis (in 13 bis 20 % der Fälle). Etwas seltener sind Ganglien speichenseitig nahe dem großen Vieleckbein. Ganglien können auch im Knochen vorkommen. Eine flüssigkeitsgefüllte Ausbuchtung des Knochens wird als intraossäres Ganglion bezeichnet.

## Symptome
Ein Handgelenksganglion erscheint als eine Beule am Handgelenk, die über Tage bis Wochen an Größe zunehmen kann. Die darüber liegende Haut lässt sich gelegentlich etwas verschieben. Bewegungseinschränkungen des Handgelenkes oder Finger sind untypisch für ein Überbein. In seltenen Ausnahmefällen kann ein Überbein auf den Ellenseitigen Nerv (Nervus ulnaris) am Handgelenk drücken und Gefühlsstörungen verursachen. Etwa die Hälfte der Patienten stören sich an dem Aussehen und bevorzugen aus ästhetischen Gründen eine Entfernung. Jeder zehnte Patient befürchtet eine bösartige Wucherung und wünscht daher eine chirurgische Entfernung.

## Diagnose
Typischerweise zeigt sich ein Handgelenksganglion als eine pralle, runde, gut abgrenzbare, schmerzlose Schwellung am Handgelenk. Die Durchleuchtung mit einer Taschenlampe (Diaphanoskopie) zeigt eine für flüssigkeitsgefüllte Schwellungen typische Streuung des Lichtes. Der typische Tastbefund eines Ganglions erlaubt meist eine sichere Zuordnung. Eine Gewebeprobe ist bei Handgelenksganglien nicht sinnvoll, da die Erkrankung stets gutartig ist. Eine Schwellung der Sehnenscheiden am Handgelenk nennt sich Sehnenscheidenhygrom. Im Unterschied zu einem Überbein bewegt sich ein Sehnenscheidenhygrom leicht bei Faustschluss oder Fingerstreckung mit den Sehnen. Andere seltene Schwellungen (Tumoren) gehen von einer Gewebsvermehrung aus (Riesenzelltumor, Lipom, Hämangiom, Carpal bossing). Weiche Tumoren (z. B. Lipome, Hämangiome, Riesenzelltumoren) werden durch Ultraschall oder MRT weiter unterschieden. Das Carpal bossing ist ein knöcherner Vorsprung an der Basis der zweiten oder dritten Karpometakarpalgelenks. Knöcherne Anbauten am Handrücken kommen in der Röntgen- oder in der CT-Untersuchung zur Darstellung.

## Konservative Therapie
Ein Handgelenksganglion ist eine gutartige Erkrankung. Wurde die Diagnose durch einen Handchirurgen bestätigt, besteht kein Grund zur Sorge vor einer Entartung oder einer deutlichen Verschlimmerung (Exazerbation). Die wissenschaftlichen Belege über die Rate an Selbstheilung oder die Dauer bis zur Selbstheilung sind unzuverlässig. Das liegt darin begründet, dass nur wenige Patienten Beschwerden aufweisen. Auch dürfte die Motivation Betroffener, über eine spontane Heilung eines Überbeins zu berichten, sehr begrenzt sein. Belege für die Wirkung alternativer Heilmethoden oder Hausmittel gibt es nicht. Vor dem Anstechen eines Überbeines wird wegen der Hohen Neigung der Wiederkehr und dem Entzündungsrisiko dringend abgeraten. Nach dem Anstechen rezidivieren Handgelenksganglien in bis zu 90 %.

## Anästhesie
Bei der operativen Entfernung eines Überbeines ist eine gute Übersicht wichtig. Die Operation in Blutleere ermöglicht es, die feinen Strukturen der Hand und des Handgelenks optimal zu unterscheiden. Da die Blutleere mit vorübergehenden Schmerzen am Oberarm während des Eingriffs einhergehen kann, ist eine Betäubung des gesamten Arms zu erwägen. Eine gezielte Nervenbetäubung ist in der Regel verträglicher als eine Vollnarkose.

## Operation
Bei der chirurgischen Behandlung wird zwischen der konventionellen Entfernung über einen Hautschnitt und der arthroskopischen Entfernung über mehrere kurze Hautschnitte unterschieden. Die Zusatzweiterbildung Handchirurgie beinhaltet die Ausbildung in der Arthroskopie. Ein Handchirurg benutzt üblicherweise auch bei der konventionellen Entfernung eine optische Vergrößerung. Die Operation unter Lupenbrillenvergrößerung ermöglicht eine detailreiche Sicht und eine präziser Nahttechnik. Die arthroskopische Entfernung von Überbeinen wurde sowohl für streckseitige wie für beugeseitige Überbeine beschrieben. Der technische und der zeitliche Aufwand der endoskopischen Entfernung sind ungleich viel höher. Wegen eingeschränkter Übersicht muss der endoskopische Eingriff gelegentlich in die übliche Operationstechnik überführt werden. Die Häufigkeit des Wiederkehrens eines Überbeins und die Komplikationsrate unterscheiden sich zwischen der endoskopischen und der konventionellen Operationsmethode nicht.

## Ergebnisse und Komplikationen
Zu den häufigsten Komplikationen der chirurgischen Entfernung eines Überbeines zählt das Wiederkehren in 8 bis 10 %, Bewegungseinschränkungen, Verletzung von Nerven oder Blutgefäße und allgemeine Operationsrisiken, wie Infektion oder ein komplexes, regionales Schmerzsyndrom.

## Nachbehandlung
Am Tag der Operation beugt das Hochlagern und die Kühlung des Handgelenks einer Schwellung vor. Frühzeitige belastungsfreie Bewegungsübungen sind für eine rasche Heilung förderlich. Eine Ruhigstellung des Handgelenks in einer Schiene nach der Operation bringt keine Vorteile, birgt jedoch die Gefahr der Gelenkeinsteifung.